# Hassan Mubarak
Hassan Mubarak (13 aprile 1968) è un ex calciatore emiratino, di ruolo difensore.